# Ilyas El Omari
Pour les articles homonymes, voir Omari.
 (septembre 2015).
Si vous disposez d'ouvrages ou d'articles de référence ou si vous connaissez des sites web de qualité traitant du thème abordé ici, merci de compléter l'article en donnant les références utiles à sa vérifiabilité et en les liant à la section « Notes et références ».

Ilyas El Omari, né le 1er janvier 1967, est un homme politique marocain. Il a présidé la région Tanger-Tétouan-Al Hoceïma, a dirigé le groupe de presse Akhir Saâ et a été le secrétaire général du Parti authenticité et modernité.

## Biographie

### Origines
Il serait originaire de Bni Bouayach ou d'Imnoud, dans la région d'Al Hoceïma.  
Son père, Mohamed El Omari, était durant sa vie fqih dans une mosquée de son petit village.   
Ilyas El Omari est le frère de Fouad El Omari, ancien président du conseil communal de Tanger,,.

### Parcours
Il se marie à la fin des années 1980 et se lance en parallèle dans l'imprimerie.  
En 2001, il est nommé membre de l'Institut royal de la culture amazighe, dirigé par Mohamed Chafik, directeur du Collège royal.  
En 2004, il rejoint l'Instance équité et réconciliation.  
À la suite du tremblement de terre d'Al Hoceïma en 2004, il rejoint l'Association du Rif pour la solidarité et le développement.
Il est présent dans le camp de Gdeim Izik lors de son démantèlement par les forces de l'ordre marocaines en novembre 2010. Les affrontements entre policiers et manifestants font alors entre 13 et 36 morts. Son rôle dans ces évènement est sujet à controverses. Certaines sources le citent comme « un négociateur » de l’État, tandis qu'Abdel-Ilah Benkiran est allé jusqu’à l’accuser d’avoir mis le feu aux poudres et d’avoir provoqué les événements qui ont mené au drame.

### Au Parti authenticité et modernité

#### Lancement
Il participe à l'initiative politique Mouvement pour tous les démocrates lancée par Fouad Ali El Himma, qui deviendra par la suite le Parti authenticité et modernité.  
Lors des émeutes de Gdim Izik, près de Laâyoune, Ilyas El Omari est pointé du doigt par ses rivaux politiques.  
Le député Abdel-Ilah Benkiran s’enflamme et l'accuse d’avoir mis le feu aux poudres dans la région et provoqué les événements qui ont mené au drame : « J’étais à Laâyoune où j’ai séjourné 12 jours. Ce jour-là, et par pur hasard, j’étais chez Dimaoui, un militant connu de la ville et ancien fondateur du Polisario ». 
Son nom est évoqué au procès des accusés de Gdim Izik, qui présentaient Ilyas El Omari comme « un négociateur » de l’État.  

#### Président de région
Aux élections communales et régionales de 2015, il se présente dans la commune rurale de Nekkour sans aucun adversaire. 
Il déclare à ce sujet aux médias : « Je me suis présenté dans la commune de Nikor qui est oubliée par tout le monde parce que je voulais aider mon douar dans lequel il y a toute ma famille et où j’ai passé toute ma jeunesse ». Il devient président de la région de Tanger-Tétouan-Al Hoceïma, avec le soutien du RNI, et du Mouvement populaire, qui se désolidarisent de leur allié gouvernemental, le PJD. 
En décembre 2015, il annonce le lancement d'un groupe de presse composé de six publications. Elles sont publiées par la société Prestigia. Comme actionnaire du groupe de presse, on retrouve Ilyas El Omari mais aussi les propriétaires des groupes agro-alimentaires Koutoubia et Copralim, soit Tahar Bimzagh et Abderrahim Ben Daou. Le publicitaire Casablancais Karim Bennani (ex-associé de Fouad Ali El Himma et de Karim Bouzida dans Intégral Media) est également actionnaire. 
Ilyas El Omari lance le groupe de presse lors d'une soirée dans un grand hôtel de Rabat où l'on retrouve plusieurs personnalités marocaines influentes, dont Anas Sefrioui, des ministres (Abdessalam Saddiki, Mamoune Bouhdoud), des chefs de partis politiques (Mohammed Sajid, Mohand Laenser), des figures du PAM (Ahmed Akhchichine, Ali Belhaj) ainsi des intellectuels.

#### Secrétaire général
En janvier 2016, bien que n'étant pas candidat au poste de secrétaire général du parti, il est donné favori par les médias,.
Lors du congrès du PAM de Bouznika, sans adversaire, il devient par plébiscite le nouveau secrétaire général du parti,.
Pour le journaliste marocain Aziz Boucetta, « il le mérite, car il en a les compétences et il a longtemps travaillé d’arrache-pied pour le devenir. Mais il part et démarre avec une tare, qui est sa candidature unique. D’autres compétences existent au sein du PAM, mais si personne n’a souhaité, ou osé, se présenter contre el Omari, cela montre le niveau de démocratie qui y règne ».
Le 7 août 2017, il présente sa démission de son poste de secrétaire-général du parti, qui sera refusée le lendemain. Il quitte finalement la tête du parti en mai 2018, et est remplacé par Hakim Benchemass.